# الإدارة الوطنية للطب الصيني التقليدي
الإدارة الوطنية للطب الصيني التقليدي (بالصينية: 国家中医药管理局) هي إدارة حكومية تتبع جمهورية الصين الشعبية تحت الولاية القضائية للجنة الوطنية للصحة (اللجنة الوطنية للصحة وتنظيم الأسرة سابقا) ، المسؤولة عن تنظيم صناعة الطب الصيني التقليدي.

## روابط خارجية
- الموقع الرسمي